# Мешно
Мешно (чеш. Mešno) је насељено мјесто са административним статусом сеоске општине (чеш. obec) у округу Рокицани, у Плзењском крају, Чешка Република.

## Становништво
Према подацима о броју становника из 2014. године насеље је имало 89 становника.